# Rehman Dheri
Rehman Dheri, también escrito en ocasiones como Rahman Dheri (Urdu: رحمان ڈھیری) es un yacimiento arqueológico de la cultura del valle del Indo de la fase pre-Harappa, situado cerca de Dera Ismail Khan, en la provincia paquistaní de Jaiber Pajtunjuá.
El 30 de enero de 2004 el «Sitio arqueológico de Rehman Dheri» fue inscrito en la Lista Indicativa de Pakistán —paso previo a ser declarado Patrimonio de la Humanidad—, en la categoría de bien cultural (n.º ref 1877).

## Descripción
Es uno de los centros urbanos más antiguos encontrados en el sur de Asia. Datado en c. 4000 a. C., el yacimiento se encuentra a 22 km al norte de Dera Ismail Khan. Excepto la zona fuera de la ciudad que se extiende hacia el sur, la zona habitada se encontraba desde el inicio rodeada por una gran muralla, construida a base de bloques de arcilla. La parte baja de la colina en la que se asienta este pueblo fortificado es visible desde la carretera de Bannu. El montículo rectangular cubre una superficie de 22 hectáreas y se eleva unos 4,5 m sobre el nivel del terreno que lo rodea. La población fortificada, que albergaba entre diez y quince mil habitantes, muestra signos de planificación urbanística. Se han encontrado restos de cerámica y herramientas de piedra y metal. Sin embargo no se han encontrado sellos ni escritura, aunque sí que se han observado algunas formas de grabado o rayado en la cerámica.
Desde la carretera de Bannu se puede ver con facilidad la loma con la población fortificada. La última fase de la construcción es claramente visible a simple vista en la superficie de la elevación e incluso gracias a fotografías aéreas. La elevación tiene forma rectangular con una red en forma de parrilla de bulevares y caminos que divide los caminos en bloques rectangulares. Los muros que demarcaban los edificios individuales y las fachadas con los bulevares son visibles a primera hora de la mañana o tras la lluvia, y es fácil reconocer la localización de zonas industriales a pequeña escala en el yacimiento, con hornos deteriorados y restos de escorias.
La secuencia arqueológica es de 4,5 metros de profundidad y cubre una serie de unos 1400 años, que inician c. 3300 a. C.. El yacimiento describe diferentes periodos que incluyen los periodos c. 3300 a. C.-2850 a. C., c. 2850 a. C.-2500 a. C. y c. 2500 a. C.-1900 a. C. Es aceptado que en sus primeras fases se diseñó su forma y que en posteriores etapas se fue consolidando a lo largo del tiempo. Los investigadores han eliminado fuentes de investigación en los niveles más bajos, debido a que la zona no cubierta era demasiado limitada para los trabajos de estudio.
A mediados del tercer milenio antes de Cristo, el lugar fue abandonado al inicio de la maduración de la cultura del valle del Indo y las actividades sucesivas se fueron reduciendo, hasta el punto que los vestigios se encuentran en la vecina Hisam Dheri. Debido a los últimos desarrollos, los planes del asentamiento de Harappa temprano fueron modificados.